# Leif Ericson: The Boy Who Discovered America
Pour plus de détails, voir Fiche technique et Distribution.
Leif Ericson: The Boy Who Discovered America, connu aussi sous le nom de Leif Erickson, Discoverer of North America est un film d'animation américain réalisé par Phil Nibbelink, sorti directement en vidéo en 2000, aux États-Unis. C'est le troisième long métrage des studios Phil Nibbelink Productions, créés par Phil Nibbelink et sa femme Margit Friesacher.

## Synopsis
Le jeune aventurier Leif Ericson est banni de sa patrie. Quittant son peuple, par la mer, il découvre un étrange territoire, inconnu jusqu'alors.

## Fiche technique
- Titre original : Leif Ericson: The Boy Who Discovered America
- Réalisation : Phil Nibbelink
- Scénario : Phil Nibbelink
- Production :
  - Producteurs : Eric Parkinson et Margit Friesacher
  - Superviseur de la post-production : Ayal Nitzan
- Musique : Stephen Bashaw (Musique utilisé car libre de droits)
- Animation : Phil Nibbelink
- Société de production : Phil Nibbelink Productions
- Pays d'origine :  États-Unis
- Langue originale : Anglais
- Durée : 85 minutes

## Distribution
- Daniel Trippett : Leif Ericson
- Helena Schmeid : Thorgunna
- Joy Lang : Thjodhild
- Chip Albers : Eric le rouge